# مغامرات الكابتن هاتراس
مغامرات الكابتن هاتراس (بالفرنسية: Les Aventures du capitaine Hatteras)، (بالإنجليزية: The Adventures of Captain Hatteras) هي رواية من تأليف الروائي جول فيرن صدرت عام 1866.